# Records d'Iran d'athlétisme

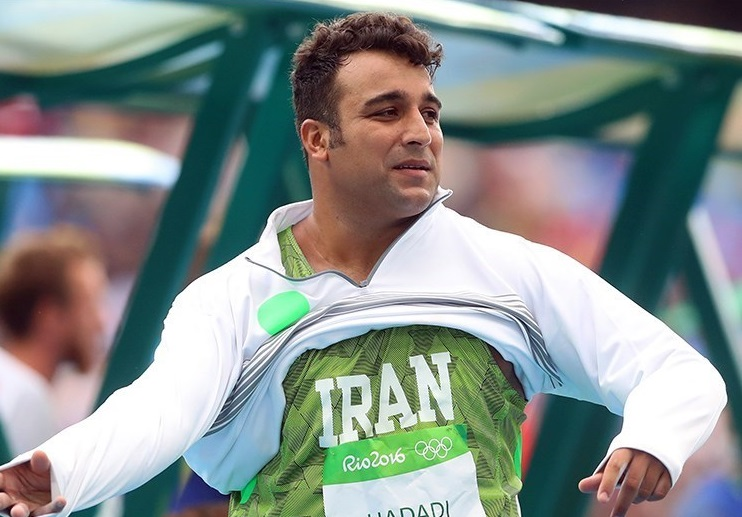
Ehsan Hadadi détient le record d'Iran au lancer du disque.

Les records d'Iran d'athlétisme sont les meilleures performances réalisées par des athlètes iraniens et homologuées par la Fédération d'Iran d'athlétisme (AAFIRI).

## Plein air

### Hommes
| Épreuve              | Record | Athlète                                                                    | Date                      | Compétition                   | Lieu                    | Réf.   |
| -------------------- | --- | -------------------------------------------------------------------------- | ------------------------- | ----------------------------- | ----------------------- | ------ |
| 100 m                | 10 s 03 (+1,2 m/s) & (-0,3 m/s) | Hassan Taftian                                                             | 30 juin 2018 24 août 2019 | Meeting de Paris              | Paris                   | [ 1 ]  |
| 200 m                | 20 s 63 (+ 1,0 m/s) | Mohammad Hossein Abareghi                                                  | 14 juin 2014              | Championnats d'Asie juniors   | Taipei                  |        |
| 400 m                | 45 s 40 | Sajjad Hashemi                                                             | 13 juin 2021              | Sprint & Relay Cup            | Erzurum                 |        |
| 800 m                | 1 min 44 s 74 | Sajjad Moradi                                                              | 4 septembre 2005          | Championnats d'Asie           | Incheon                 |        |
| 1 500 m              | 3 min 37 s 09 | Sajjad Moradi                                                              | 23 novembre 2010          | Jeux asiatiques               | Guangzhou               | [ 3 ]  |
| 3 000 m              | 7 min 59 s 74 | Mohammad Reza Aboutorabi                                                   | 22 juin 2021              |                               | Karlstad                |        |
| 5 000 m              | 13 min 35 s 71 | Mohammad Reza Aboutorabi                                                   | 21 mai 2022               |                               | Stockholm               |        |
| 10 000 m             | 28 min 45 s 44 | Mohammad Reza Aboutorabi                                                   | 14 mai 2022               |                               | Londres                 |        |
| Semi-marathon        | 1 h 2 min 40 s | Mohammad Reza Aboutorabi                                                   | 8 novembre 2020           | Laufszene Invitational Run    | Dresde                  |        |
| Marathon             | 2 h 17 min 14 s | Mohammad Jafar Moradi                                                      | 24 septembre 2023         | Marathon de Berlin            | Berlin                  | [ 4 ]  |
| 110 m haies          | 13 s 50 (+0,1 m/s) | Rouhollah Askari                                                           | 1 juillet 2012            | G. Kosanov Memorial Meeting   | Almaty                  | [ 5 ]  |
| 400 m haies          | 49 s 33 | Mahdi Pirjahan                                                             | 28 août 2019              | Inter-State Championships     | Lucknow                 | [ 6 ]  |
| 400 m haies          | 49 s 33 | Mahdi Pirjahan                                                             | 2 octobre 2020            |                               | Téhéran                 |        |
| 400 m haies          | 49 s 33 | Mahdi Pirjahan                                                             | 3 août 2023               | Universiades                  | Chengdu                 |        |
| 3 000 m steeple      | 8 min 22 s 79 | Hossein Keyhani                                                            | 27 août 2018              | Jeux asiatiques               | Jakarta                 | [ 7 ]  |
| Saut en hauteur      | 2,26 m | Keivan Ghanbarzadeh                                                        | 20 avril 2012             | Championnats d'Iran           | Chiraz                  | [ 8 ]  |
| Saut en hauteur      | 2,26 m | Keivan Ghanbarzadeh                                                        | 22 juin 2015              |                               | Bangkok                 |        |
| Saut en hauteur      | 2,26 m | Keivan Ghanbarzadeh                                                        | 25 juin 2015              |                               | Pathum Thani            |        |
| Saut à la perche     | 5,36 m | Mohsen Rabbani                                                             | 7 août 2009               | Iranian Super League          | Téhéran                 | [ 9 ]  |
| Saut en longueur     | 8,17 m (+1,3 m/s) | Mohammad Arzandeh                                                          | 7 juillet 2012            | National Olympic Trials       | Téhéran                 | [ 10 ] |
| Triple saut          | 16,62 m (1,1 m/s) | Hamid Reza Kia                                                             | 11 avril 2021             |                               | Mechhed                 |        |
| Lancer du poids      | 20,66 m | Shahin Mehrdelan                                                           | 28 juin 2021              |                               | Shahrekord              |        |
| Lancer du disque     | 69,32 m AR | Ehsan Hadadi                                                               | 3 juin 2008               | EAA Outdoor Meeting           | Tallinn                 | [ 11 ] |
| Lancer du marteau    | 77,40 m | Kaveh Mousavi                                                              | 8 juillet 2016            | Ivan Tsikhan Tournament       | Zhyrovichy, Biélorussie | [ 12 ] |
| Lancer du javelot    | 76,65 m | Ali Fathi Ganji                                                            | 11 septembre 2022         |                               | Téhéran                 |        |
| Décathlon            | 7 729 pts | Hadi Sepehrzad                                                             | 24–25 mai 2012            | Iranian Super League          | Téhéran                 | [ 13 ] |
| Décathlon            | 10 s 82 (100 m), 6,94 m (longueur), 16,24 m (poids), 1,94 m (hauteur), 49 s 82 (400 m) / 14 s 80 (110 m haies), 49,11 m (disque), 4,40 m (perche), 52,66 m (javelot), 5 min 09 s 59 (1 500 m) |                                                                            |                           |                               |                         |        |
| 20 km marche (route) | 1 h 22 min 52 s | Hamid Reza Zouravand                                                       | 20 mars 2016              | Championnats de marche d'Asie | Nomi                    | [ 14 ] |
| 50 km marche (route) | |                                                                            |                           |                               |                         |        |
| 4 × 100 m            | 39 s 69 | Naft Téhéran Reza Ghasemi Ali Reza Habibi Mehdi Zamani Hassan Taftian      | 21 juin 2013              |                               | Téhéran                 |        |
| 4 × 400 m            | 3 min 7 s 87 | Équipe nationale Reza Bouazar Sajjad Moradi Sajjad Hashemi Edvard Mangasar | 20 septembre 2010         | West Asian Championships      | Alep                    | [ 15 ] |

### Femmes
| Épreuve              | Record | Athlète                                                                               | Date              | Compétition                    | Lieu      | Réf.   |
| -------------------- | --- | ------------------------------------------------------------------------------------- | ----------------- | ------------------------------ | --------- | ------ |
| 100 m                | 11 s 33 (+1,0 m/s) | Hamideh Esmaeilnejad                                                                  | 12 juillet 2023   | Championnats d'Asie            | Bangkok   | .      |
| 200 m                | 23 s 22 (+1,2 m/s) | Maryam Tousi                                                                          | 25 mai 2024       |                                | Bogota    | .      |
| 400 m                | 52 s 95 | Maryam Tousi                                                                          | 8 mai 2012        | Asian Grand Prix               | Bangkok   | [ 18 ] |
| 800 m                | 2 min 08 s 20 | Toktam Dastarbandan                                                                   | 30 mai 2024       | Championnats d'Asie de l'Ouest | Bassorah  | .      |
| 1 500 m              | 4 min 27 s 73 | Leila Ebrahimi                                                                        | 23 novembre 2010  | Jeux asiatiques                | Guangzhou | [ 20 ] |
| 3 000 m              | 9 min 54 s 11 | Parichehr Shahi                                                                       | 27 mai 2022       | Afgan Safarov Memorial         | Bakou     | [ 21 ] |
| 5 000 m              | 16 min 44 s 42 | Parisa Arab                                                                           | 10 octobre 2021   |                                | Téhéran   |        |
| 10 000 m             | 34 min 19 s 12 | Parisa Arab                                                                           | 13 octobre 2023   |                                | Téhéran   | [ 22 ] |
| Semi-marathon        | 1 h 16 min 55 s | Mandana Nouri                                                                         | 3 avril 2022      |                                | Berlin    |        |
| Marathon             | 2 h 45 min 23 s | Mandana Nouri                                                                         | 5 décembre 2021   | Marathon de Valence            | Valence   |        |
| 100 m haies          | 13 s 64 (+0,2 m/s) | Elnaz Kompani                                                                         | 18 août 2023      |                                | Téhéran   |        |
| 100 m haies          | 13 s 64 (+0,9 m/s) | Elnaz Kompani                                                                         | 12 octobre 2023   |                                | Téhéran   |        |
| 400 m haies          | 58 s 86 | Nazanin Fatemeh                                                                       | 26 avril 2024     | Championnats d'Asie U20        | Dubaï     | .      |
| 3 000 m steeple      | 10 min 40 s 00 | Samira Khodatars                                                                      | 13 octobre 2023   |                                | Téhéran   |        |
| Saut en hauteur      | 1,84 m | Sepideh Tavakoli                                                                      | 21 mai 2018       |                                | Téhéran   |        |
| Saut à la perche     | 4,03 m | Mahsa Mirzatabibi                                                                     | 16 septembre 2021 |                                | Téhéran   |        |
| Saut en longueur     | 6,40 m (-1,3 m/s) | Reyhaneh Mobini Arani                                                                 | 15 septembre 2021 |                                | Téhéran   |        |
| Triple saut          | 13,23 m | Javaher Zamani                                                                        | 29 avril 2016     |                                | Chiraz    |        |
| Lancer du poids      | 18,18 m | Leila Rajabi                                                                          | 6 juillet 2013    | Championnats d'Asie            | Pune      |        |
| Lancer du disque     | 51,57 m | Jaleh Kardan                                                                          | 12 octobre 2023   |                                | Téhéran   |        |
| Lancer du marteau    | 59,15 m | Zahra Arab                                                                            | 18 août 2023      |                                | Téhéran   |        |
| Lancer du javelot    | 51,15 m | Sahar Ziaei                                                                           | 21 mai 2018       |                                | Téhéran   |        |
| Heptathlon           | 5 443 pts | Sepideh Tavakoli                                                                      | 3-4 juin 2015     | Championnats d'Asie            | Wuhan     |        |
| Heptathlon           | 14 s 92 (-0,9 m/s) (100 m haies), 1,80 m (hauteur), 13,76 m (poids), 26 s 47 (-0,4 m/s) (200 m), 5,64 m (+1,3 m/s) (longueur), 35,95 m (javelot), 2 min 25 s 79 (800 m) |                                                                                       |                   |                                |           |        |
| 20 km marche (route) | 1 h 54 min 42 s | Zahra Jafarabadi                                                                      | 8 février 2020    |                                | Téhéran   |        |
| 4 × 100 m            | 46 s 91 | Université islamique Azad Elham Kakoli Sanaz Amirpour Faezeh Nesaei Faezeh Ashourpour | 5 septembre 2021  |                                | Téhéran   |        |
| 4 × 400 m            | 3 min 46 s 77 | Équipe nationale Fani Sajadeh Melina Esmaili Negin Edalat Nazanin Fateme              | 13 octobre 2023   |                                | Téhéran   | [ 24 ] |